# Каменка (Новозарьевский сельский совет)
Каменка (укр. Кам'янка) — село на Украине, находится в Старобешевском районе Донецкой области. Под контролем самопровозглашённой Донецкой Народной Республики.

## География
В Донецкой области имеется ещё 5 одноимённых населённых пунктов, в том числе ещё одно село Каменка в том же Старобешевском районе (Коммунаровский сельский совет), посёлок Каменка в составе города Енакиева.

#### Соседние населённые пункты по странам света
С: Воровское
СЗ: Новозарьевка, Весёлое
СВ: Кумачово, Победа
З: Василевка
В: Лужки
ЮЗ: Широкое, Краснополье, Новомихайловка, Солнцево
ЮВ: Глинка, Шевченко
Ю: Розовка, Октябрьское

## Население
Население по переписи 2001 года составляло 297 человек.

## Общие сведения
Код КОАТУУ — 1424583509. Почтовый индекс — 87214. Телефонный код — 6253.

## Адрес местного совета
87253, Донецкая область, Старобешевский р-н, с. Новозарьевка, ул. Школьная, 1в